# Поченари
Почена́ри (рос. Поченары, чув. Пăчанар) — присілок у Чувашії Російської Федерації, у складі Кукшумського сільського поселення Ядринського району.
Населення — 117 осіб (2010; 147 в 2002, 216 в 1979, 465 в 1939, 466 в 1926, 221 в 1858).

## Історія
Історичні назви — Почанари, Печеняркаси, Почанаркаси. Засновано 19 століття як виселок присілка Байбахтіна (нині не існує). До 1866 року селяни мали статус державних, займались землеробством, тваринництвом. 1931 року утворено колгосп «11 років ЧАРСР». До 1927 року присілок входив до складу Балдаєвської волості Ядринського повіту, з переходом на райони 1927 року — у складі Ядринського району.

## Господарство
У присілку працює магазин.